# Farida Momand
Farida Momand, née le 14 janvier 1965, est une médecin et femme politique afghane, qui a occupé la fonction de ministre de l'enseignement supérieur (en) de 2015 à 2016.

## Biographie

### Jeunesse et éducation
Farida Momand naît en 1965 dans le district de Momand Dara (en) de la province de Nangarhar. Elle est d'origine pachtoune. Elle étudie au lycée Rabia Balkhi et obtient son diplôme en médecine à l'université de Kaboul.

### Carrière
Farida Momand est médecin et travaille dans plusieurs hôpitaux publics. Elle est également professeur à l'université de médecine de Kaboul (en). Son mari est porte-parole au sein de l'Alliance du Nord, qui cherche à empêcher les talibans d'accéder au pouvoir. Lorsque les talibans prennent Kaboul en 1996, la famille reçoit des menaces de mort et s'enfuit au Pakistan,. Ils reviennent en novembre 2001, lors de la libération de Kaboul. Farida Momand retourne à la faculté de médecine et est nommée doyenne. Elle est également élue pour représenter les étudiantes et les employées universitaires.
Elle est l'une des plus de 400 candidats aux élections législatives de 2005 (en) pour la province de Kaboul. Elle est également candidate aux élections provinciales de 2009 et aux élections législatives de 2010.
Farida Momand est nommée ministre de l'Enseignement supérieur au sein du cabinet du président Ashraf Ghani en avril 2015,. En tant que ministre, elle appelle à la transparence des examens universitaires, plaide pour les femmes dans le domaine de l'enseignement, et soutient le lancement des premiers programmes d'études de genre et d'études féministes à l'université de Kaboul,.
En 2016, la Wolesi Jirga entame une procédure de destitution des ministres qui n'ont pas dépensé plus de 70 % de leurs budgets de développement pour l'année,. Farida Momand est l'une des sept ministres limogés en quatre jours,. Elle est sommée de faire un rapport sur ses dépenses budgétaires de développement pour l'année, mais elle ne se présente pas le jour de son audition et est donc licenciée en son absence. Le président Ghani qualifie les licenciements d'"injustifiables" et exhorte la Cour suprême à intervenir,; tandis que le chef du gouvernement (en) Abdullah Abdullah exhorte les ministres à continuer de travailler jusqu'à ce que l'article constitutionnel concerné soit interprété,,.

### Vie personnelle
Farida Momand est mariée à Habib Rayed, ils ont cinq enfants,.